# Ovidiu Burcă
Ovidiu Burcă (Slatina, 16 maart 1980) is een voormalig Roemeens voetballer.